# فرخنده آبی-خاکستری
فرخندهٔ آبی-خاکستری (نام علمی: Thraupis episcopus) یک پرنده آوازخوان آمریکای جنوبی با جثه متوسط از خانواده فرخندگان (Thraupidae) است. محدوده آن از جنوب مکزیک تا شمال شرق بولیوی و شمال برزیل، همه حوزه آمازون، به جز جنوب آن است. به لیما (پرو) معرفی شده است. در ترینیداد و توباگو، این پرنده جین آبی نامیده می‌شود.